# Asclepias subverticillata
Asclepias subverticillata ist eine Pflanzenart der Gattung Seidenpflanzen (Asclepias) aus der Unterfamilie der Seidenpflanzengewächse (Asclepiadoideae).

## Merkmale

### Vegetative Merkmale
Asclepias subverticillata ist eine ausdauernde, krautige, aufrecht wachsende Pflanze mit einem verholzten Rhizom. Die meist verzweigten, selten unverzweigten Triebe werden 15 bis 120 cm hoch. Die verzwergten Seitentriebe sind steril und weisen auch nur sehr kleine Blätter auf. Die Triebe sind mehr oder weniger flaumig behaart, die Behaarung in Linien angeordnet geht von den Nodien aus. Gelegentlich fehlt die Behaarung und die Triebe sind kahl. Die Blätter sind  kurz gestielt, mit 3- bis 5-quirliger, selten gegenständiger Anordnung an den Blütenständen tragenden Trieben. An den sterilen Zwergtrieben sind die Blätter gegenständig. Die häutigen Blattspreiten sind linealisch, 2 bis 13 cm lang, 1 bis 4 mm breit, und kahl bis spärlich flaumig behaart. Die Blattstiele sind 1 bis 2 mm lang. Die Ränder sind leicht umgebogen.

### Blütenstand und Blüten
Die Blütenstände stehen gewöhnlich einzeln, selten paarig an den obersten Nodien. Die Blütenstände sind wenig- bis vielblütig mit schlanken, 1,5 bis 3 cm lang Stielen. Die gestielte Blütenkrone ist verhältnismäßig klein, die schlanken Stiele sind 5 bis 8 mm lang. Die schwach flaumig behaarten bis kahlen Kelchblätter sind schmal-dreieckig und 1,5 bis 2 mm lang. Die Blütenkrone ist radförmig mit stark zurück gebogenen, 3 bis 5 mm langen Kronblättern. Sie ist weiß, selten grünlich-purpurfarben angehaucht. Die weißliche oder gelbliche Nebenkrone sitzt auf einem verhältnismäßig dünnen, 1 mm langen, zylindrischen Stiel. Die kapuzenförmigen Zipfel der Nebenkrone sind im Umriss annähernd quadratisch bis verkehrt-eiförmig und etwa 1,5 mm lang. Die fünf hornförmigen Sekundärfortsätze jeweils an der basalen Innenseite der Zipfel sind nadelförmig, etwas länger als die Zipfel und neigen sich am äußeren Ende über dem Griffelkopf zusammen. Der Griffelkopf ist zylindrisch, etwa 1,5 mm lang und ebenso breit.

### Früchte und Samen
Die paarigen Balgfrüchte stehen aufrecht auf nach oben zeigenden Stielen. Sie sind schmal spindelförmig, 5 bis 9 cm lang und 6 bis 8 mm dick. Die Außenseiten sind glatt, kahl oder ganz schwach flaumig behaart. Die Samen sind breit-elliptisch und 7 bis 8 mm lang mit einem 2 cm langen, weißen Haarschopf.

## Geographische Verbreitung und Ökologie
Das Art ist in den mittleren USA (Arizona, Colorado, Idaho, Kansas, Missouri, Nebraska, Nevada, New Mexico, Oklahoma, Texas, Utah und Wyoming) und in Nordmexiko (Chihuahua, Coahuila, Durango, Nuevo León und Sonora) beheimatet. Sie kommt auf sandigen und felsigen Ebenen in 900 bis 2400 m über Meereshöhe vor. Sie blüht dort von Juni bis August.
Alle Teile der Pflanze sind sehr giftig. Bei Weidetieren sind bereits 0,2 lb (<100 g) pro 100lb (ca. 45 kg) Lebendgewicht tödlich. Die höchste Toxizität wird noch vor der Reife der Samen erreicht und sinkt danach ab, wenn die Pflanze langsam austrocknet. Aber es sind auch Verluste an Stallvieh durch Heu, das Asclepias subverticillata enthielt, bekannt geworden. Die Vergiftungen werden durch Neurotoxine verursacht.

## Taxonomie und Systematik
Das Taxon wurde von Asa Gray 1877 als Asclepias verticillata var. subverticillata erstmals beschrieben. Anna Murray Vail wertete das Taxon 1898 zur Art auf. Die Plant List akzeptiert es als gültige Art.

## Belege